# واسط (یمن)
 واسط  به عربی ( الواسط  )، روستایی است در ناحیهٔ (الخبت) قضاء واسط، از توابع استان لَحِج در کشور یمن در شبه جزیره عربستان است. 
جمعیت آن ۸۶۲ نفر (۱۳ خانوار) می‌باشد.